# エレナ・ゲオルゲ
エレナ・ゲオルゲ（ルーマニア語:Elena Gheorghe、1985年7月30日 - ）は、ルーマニアの歌手。ユーロビジョン・ソング・コンテストの2009年大会にルーマニア代表として参加し、「The Balkan Girls」を歌った。ゲオルゲは2003年にデビューし、代表作は「Te Ador」等である。

## 来歴
エレナ・ゲオルゲは、ルーマニア人とマケドニアのアルーマニア人のハーフとして生まれた。司祭の家に生まれたゲオルゲは、最も大切なものは家族だと信じている。エレナの母親・マリオアラ・マン・ゲオルゲ（Marioara Man Gheorghe）は民謡歌手である。
ブカレストで生まれ育ったエレナ・ゲオルゲは、3歳のときに母親のマリオアラ・マン・ゲオルゲとのデュエットで「Sus in deal in poienita」を歌い、音楽の業界と初めて関わりを持った。各種の音楽祭に参加を重ね、2000年にエレナはバイア・マーレで行われたUrsuleţul de aur音楽祭でホイットニー・ヒューストンの「One Moment in Time」を歌い優勝を果たした。
2002年の末に、エレナ・ゲオルゲはユニットマンディンガ（Mandinga）を結成し、スタジオ・アルバム『...de corazón』（2003年）、『Soarele meu』（2005年）の2作をリリースし、ルーマニアで商業的に成功した歌手となった。2005年のユーロビジョン・ソング・コンテストのルーマニア代表を選ぶ国内選考「Soarele meu」では4位入賞の結果を残した。2006年2月、マンディンガを離脱し、エレナ・ゲオルゲはソロ歌手としての道を歩み始めた。
レコード会社ロトンとの契約の下、ソロでのデビュー・アルバムとなる『Vocea ta』（2006年）をリリースしてルーマニアで商業的成功を収め、エレナ・ゲオルゲの名はルーマニア国内では広く知られるようになっていった。2006年、ダンスのコンテストである「Dansez pentru tine」では、エレナはCornel Ogreanと共に参加し、決勝まで残り3位入賞を果たした。
2007年3月、エレナ・ゲオルゲは前年のRadio România Actualitaţiに選ばれ、楽曲「Vocea ta」は最優秀賞の候補にノミネートされた。同年8月、Romanian Top Hit-Music Awards 2007において、エレナ・ゲオルゲの楽曲「Ochii tăi căprui」がこの年の最優秀賞を受賞した。
2008年、エレナ・ゲオルゲは初めてのアルーマニア人民謡のアルバム『Lilicea Vreariei』と.、ラテン・ポップのアルバム『Te Adorを、新しく契約したレコード会社のCat Musicからリリースした。
2009年1月、ユーロビジョン・ソング・コンテスト2009の国内選考でエレナ・ゲオルゲは「The Balkan Girls」を歌い、審査員投票と電話投票によって合計で22得点を獲得し、優勝を果たした。エレナ・ゲオルゲは、5月にロシアのモスクワで行われる大会にルーマニア代表として参加する。

## ディスコグラフィー

### Mandingaとして
- アルバム
  - ...de corazón
  - Soarele meu
- シングル
  - Doar cu tine
  - Soarele meu
  - De Crăciun

### ソロ歌手として
- アルバム
  - Vocea ta
  - Lilicea Vreariei
  - Te Ador
- シングル

| 年          | 楽曲               | 最高順位         | アルバム |
| 年          | 楽曲               | Romanian Top 100 | アルバム |
| ----------- | ------------------ | ---------------- | -------- |
| 2006        | "Vocea ta"         | 8                | Vocea ta |
| 2007        | "Ochii tăi căprui" | 21               | Vocea ta |
| 2008        | "Te ador"          | 24               | Te Ador  |
| 2008        | "Până la stele"    | -                | Te Ador  |
| 2009        | "The Balkan Girls" | 1                |          |
| # 1 hits    | # 1 hits           | 1                |          |
| Top 10 hits | Top 10 hits        | 2                |          |
| Top 25 hits | Top 25 hits        | 4                |          |